# ۲۷۰ (پیش از میلاد)
۲۷۰ (پیش از میلاد) ۲۷۰مین سال قبل از تقویم میلادی است.